# Włókna akrylowe
Włókna akrylowe – syntetyczne włókna, tworzone z polimeru (poliakrylonitrylu). Materiał ten może pojawiać się również pod nazwami takimi jak poliakryl, anilana lub orlon. 
Po raz pierwszy włókna akrylowe zostały wyprodukowane przez amerykańską firmę DuPont, która już w latach czterdziestych dwudziestego wieku, prowadziła badania nad polimierami syntetycznymi.

## Zastosowania
Akryl swoją fakturą przypomina wełnę i najczęściej jest stosowany jako jej zamiennik ze względu na niższą cenę, większą wytrzymałość i przyjemniejszą w dotyku fakturę. Wytwarza się z niego między innymi: czapki, rękawiczki, szaliki, swetry czy imitacje futer. Ponadto jest również często używany do wykonywania podszewek do butów i rękawiczek, a także do tkanin obiciowych i dywanów. Akryl jest także roboczym włóknem dla osób dziergających na drutach lub szydełku, ze względu na niższą cenę od odpowiedników z włókien naturalnych.

## Proces produkcyjny
Włókno akrylowe wytwarzane jest poprzez rozpuszczenie polimeru w rozpuszczalniku, dozowanie go przez wielootworową dyszę przędzalniczą i koagulację powstałych włókien w wodnym roztworze tego samego rozpuszczalnika (przędzenie na mokro) lub odparowanie rozpuszczalnika w strumieniu ogrzanego gazu obojętnego (przędzenie na sucho). Następnie włókno jest myte, rozciągane, suszone i zagniatane. 

## Wpływ na środowisko
Zespół z Uniwersytetu Plymouth w Wielkiej Brytanii przeanalizował, jak zachowują się tkaniny syntetyczne w czasie prania. Materiały prano w zróżnicowanych temperaturach w domowych pralkach przy użyciu różnych detergentów, aby określić liczbę uwalnianych sztucznych mikrowłókien. Okazało się, że akryl był odpowiedzialny za uwalnianie prawie 730 000 drobnych cząsteczek syntetycznych (mikroplastików) podczas jednego prania. Jest to pięć razy więcej niż tkanina z mieszanki poliestru i bawełny i prawie 1,5 razy więcej niż czysty poliester.